# 다비트 하할레이슈빌리
다비트 로스토미스 제 하할레이슈빌리(조지아어: დავით როსტომის ძე ხახალეიშვილი, 러시아어: Дави́д Росто́мович Хахалейшви́ли 다비트 로스토모비치 하할레이시빌리[*], 1971년 2월 28일~2021년 1월 11일)는 소련과 조지아의 전 유도 선수이다. 1992년 하계 올림픽에서 헤비급 금메달을 획득했으며, 세계 유도 선수권 대회 2회 준우승, 유럽 유도 선수권 대회 3회 우승을 달성했다.

## 수상
훈장
- 바흐탄그 1세 훈장 2등급
- 공헌 훈장
- 대통령 우수 훈장(2018)